# 秦承恩
秦承恩（1742年—1809年），字芝轩、一字慎之，江苏江宁人，清朝大臣。

## 生平
生於乾隆七年壬戌（1742年）。
乾隆二十六年（1761年）中式辛巳科二甲第十一名进士，选庶吉士，授翰林院编修，擢拔為侍讲。出京为江西广饶九南道，再升迁為直隶布政使。
乾隆五十四年，擢陕西巡抚，負責剿匪。秦承恩依附和珅。
嘉慶元年，白蓮教教匪起荊、襄，承恩率師赴興安籌防。
嘉慶五年，和珅垮台，秦承恩被遣戍伊犁。
嘉慶七年（1802年）释还。歷任直隸通永道，擢江西巡撫，遷左都御史仍署巡撫事。
嘉慶十一年（1806年），授工部尚书，同年六月改刑部尚書署直隸總督，嘉慶十三年春，北京城發生“敏學事件”，黃帶子宗室愛新覺羅敏學大鬧步軍統領衙門，秦承恩捏造事實為敏學開脫，被革去刑部尚書一職，降翰林院編修，留在文穎館效力。終官司经局洗马，三品卿銜。
嘉慶十四年（1809年）卒。

## 家族
先祖秦檜，南宋宰相。父秦大士。
有子秦耀曾、秦念曾。兄弟秦承業，为翰林院侍講學士，禮部尚書銜，担任道光帝帝师。

## 延伸阅读
[在维基数据编辑]
 《清史稿/卷345》，出自趙爾巽《清史稿》